# Nokia 3310 (2017)
Nokia 3310 — мобильный телефон, представленный в качестве обновленной версии оригинальной модели с тем же названием 26 февраля 2017 года на выставке мобильной индустрии Mobile World Congress в Барселоне финской компанией HMD Global, которой принадлежит бренд Nokia для использования на мобильных телефонах и планшетах. Корпус новой версии немного уменьшен в размере и сделан тоньше. Работа телефона осуществляется на платформе Series 30+. Он оснащен 2,4-дюймовым экраном QVGA (240 × 320), двухмегапиксельной камерой (фото- и видеозапись) и слотом для карты памяти. Аккумулятор, по заявлению разработчиков может работать до 22 часов в режиме разговора и до 25 дней в режиме ожидания. По аналогии с оригинальной моделью новый телефон комплектуется ремейком игры «Змейка» — Snake Xenzia (Gameloft) с обновленными режимами и графикой. Целевая аудитория — второй телефон «для тех, кто помнит». Телефон имеет базовые функции: FM-радио, веб-браузер Opera Mini, диктофон. Конструкция корпуса сильно подражает своему предшественнику как дизайном, так и форм-фактором. Модель доступна в четырёх цветах, сменные панели продавались отдельно.
Презентация Nokia 3310 в России прошла 16 мая 2017 года, старт продаж начался 17 мая 2017 года. Текущая[уточнить] цена — 3990 рублей.

## Технические характеристики
Производитель заявил следующие характеристики будущей модели:
- форма корпуса — яйцевидная;
- цвета корпуса — матовый серый, глянцевый желтый, матовый синий или глянцевый красный;
- габариты корпуса:
  - длина — 115,6 мм,
  - ширина — 51 мм,
  - толщина — 12,8 мм;
- клавиатура — аппаратная цифровая;
- диагональ экрана — 2,4″;
- разрешение экрана — 240 × 320 пикселей (167 пикселей на дюйм);
- разрешение камеры — 2 мегапикселя;
- вспышка — светодиодная;
- объем встроенной памяти — 16 МБ;
- поддержка карт памяти — microSD-HC емкостью до 32 ГБ;
- емкость аккумулятора — 1200 мАч;
- время автономной работы:
  - в режиме разговора — до 22 ч,
  - в режиме ожидания — до 31 дня,
  - в режиме воспроизведения музыки — до 51 ч;
- мультимедиа — радио FM;
- проводные коммуникации — micro USB;
- беспроводные коммуникации — Bluetooth 3.0.

## Особые версии и модификации
Компания Gresso представила VIP-версию телефона. Телефон оборудован корпусом из дорогих материалов и 32 Гб памяти.